# 上消化道出血
上消化道出血（upper gastrointestinal bleeding，UGIB）是出现在上胃肠道的消化道出血，通常被定义为从食道，胃或十二指肠所产生的出血。血液可能以呕吐物含血形式出现或粪便以黑便形式排出。根据失血量的不同，症状可能包括休克。
上消化道出血可能由消化性溃疡，胃糜烂，食道静脉曲张和胃癌等罕见原因引起。最初的评估包括测量血压和心率，以及确定血红蛋白的血液检查。
上消化道大出血被认为是紧急医疗事件。可能需要补液以及输血。如果出现上消化道出血，医生可能会建议在24小时内进行内窥镜检查，并且可以通过多种技术止血， 比如使用质子泵抑制剂，氨甲环酸也可能是有用的。 可以使用介入手术（例如用于静脉曲张破裂出血的TIPS）。如果是复发性或难治性出血则可能需要手术治疗，尽管由于改善内镜和药物治疗这种情况已很少见。
上消化道出血平均每年每100,000人中约有50至150人会出现，它占胃肠道出血病例的50％以上。根据其严重程度，它的死亡率约为11％。

## 体征和症状
如果出血严重，上消化道出血的人会有呕血，咖啡渣样呕吐（呕吐出黑色物体），黑便（大便隐血）或便血（褐红色的粪便）。出血的表现取决于出血的数量和部位。上消化道出血的人还可能出现贫血并发症，包括胸痛，晕厥，疲劳和呼吸急促。 
医生进行的身体检查主要集中在以下几方面： 
- 生命体征，以确定出血的严重程度和干预时间
- 腹部和直肠检查，以确定可能的出血原因
- 评估门静脉高压症和肝硬化（慢性肝病的源头），以确定出血是否来自静脉曲张。

实验室检查结果包括贫血，凝血病和血尿素氮与肌酐比率升高。

## 原因
包括NSAIDs（非甾体消炎药）和SSRIs（ 选择性5-羟色胺再摄取抑制剂，一种抗抑郁药 ）在内的许多药物增加了出血的风险。 SSRIs使上消化道出血的速度增加一倍。 
上消化道出血的原因很多。原因在解剖学上通常分为其在上消化道中的位置。 
人们通常将其来源分为上消化道出血的静脉曲张或非静脉曲张，因为两者的治疗方法和预后不同。 
上消化道出血的原因包括：
- 食道原因（胃痛）：
  - 食管静脉曲张
  - 食管炎
  - 食道癌
  - 食道溃疡
  - 贲门粘膜撕裂综合征
- 胃病的原因：
  - 胃溃疡
  - 胃癌
  - 胃炎
  - 胃静脉曲张
  - 胃窦血管扩张
  - Dieulafoy病变
- 十二指肠的原因：
  - 十二指肠溃疡
  - 血管畸形，包括主动脉-肠血管瘘。瘘通常先于先前的血管外科手术继发，通常发生在十二指肠第三或第四部分的近端吻合处，在十二指肠的腹膜后并靠近主动脉。 [5] [6] [7]
  - 血吸虫病或胆道出血
  - 胰出血或胰管出血
  - 严重的肠系膜上动脉综合征

## 诊断

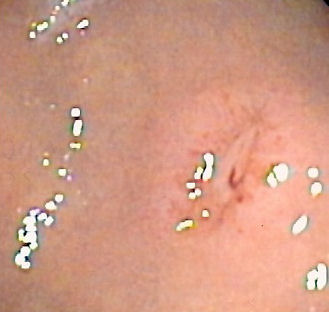
小胃溃疡的内镜图像可见血管

有呕血记录时，可诊断为上消化道出血。在没有呕血的情况下，如果存在以下至少两个因素/症状，则可能是导致胃肠道出血的原因：黑便（大便隐血），年龄<50岁，和血液尿素氮/肌酐比值≥30。在没有这些发现的情况下，医生会考虑使用鼻胃吸出液来确定出血的来源。如果抽吸物为阳性，则上消化道出血的可能性大于50％，但仍然不足以确定，需要进行更多检查。如果抽吸物为阴性，则胃肠道出血的可能性较低。抽气的准确性通过使用肠胃检查得以改善。 

### 诊断测试
上消化道出血的最有力预测因素是年龄小於50岁的黑色大便以及血尿素氮/肌酐比为30或更高。
鼻胃抽吸物可以帮助确定出血部位，从而指导初步的诊断和治疗计划。鼻胃抽吸物在区分上消化道出血与特雷茨韧带远端出血方面的敏感性为42％，特异性为91％，阴性预测值为64％，阳性预测值为92％，总体准确性为66％。正压吸气比负压吸气更有帮助。一项较小的研究发现，敏感性为79％，特异性为55％，与Witting的结果有些相反。
确定胃中是否有血液，无论是呕吐的还是吸出的标本，都是一件很困难的事。玻片测试基于邻甲苯胺（血红素试验试剂片和胆汁检查剂）或愈创木脂（血液学和胃积水）。罗森塔尔（Rosenthal）发现，基于邻甲苯二酚的检测比特定检测更敏感；酸性环境降低了血液测试的灵敏度；肠胃检查是最准确的。 Cuellar发现了以下结果：
| 寻找     | 灵敏度 | 特异性 | 阳性预测值 （普及率39％） | 负预测值 （普及率39％） |
| -------- | ------ | ------ | ------------------------- | ----------------------- |
| 肠胃检查 | 95％   | 82％   | 77％                      | 96％                    |
| 医师评估 | 79％   | 55％   | 53％                      | 20％                    |

Holman使用了模拟的胃标本，发现潜血检测试纸测试存在非特异性和假阳性结果的重大问题，而胃积水测试非常准确。 Holman发现，在施加显影剂后120秒，所有对照样品的血液学测试均为阳性。
一个称为格拉斯哥-布拉切福德出血评分的评分系统发现，有16％出现上消化道出血的人的格拉斯哥-布拉切福德出血评分为“0”，被认为很低。在这些人中，无需死亡或进行干预，并且能够在门诊环境中得到有效治疗。 
如果满足以下所有条件，则分数等于“0”：
1. 血红蛋白水平> 12.9 g / dL（男性）或> 11.9 g / dL（女性）
2. 收缩压> 109 毫米汞柱
3. 心率<100 /分钟
4. 血尿素氮水平<18.2 毫克/分升
5. 没有黑便或晕厥
6. 现在且从前没有肝脏疾病或心力衰竭

### 贝叶斯计算
所引用的预测值基于相应研究中上消化道出血的发生率。临床计算器可用于生成其他患病率的预测值。 

## 治疗
的最初的重点是复苏与气道管理和补液用静脉内流体和或血液开始。 根据出血的来源，许多药物可以改善预后。 尽管在紧急情况下经常使用质子泵抑制剂，但没有证据表明这些药物可降低死亡率，再出血事件或手术干预的需求。 初始复苏完成后，应采取措施以限制再次出血的可能性，并纠正可能引起出血的任何贫血。格拉斯哥-一个称为格拉斯哥-布拉切福德出血评分的评分系统发现，有16％出现上消化道出血的人的格拉斯哥-布拉切福德出血评分为“ 0”，被认为很低。布拉切福德得分低于2的患者可能不需要住院。 

### 胃溃疡
根据其他健康问题人士的证据，晶体和胶体被认为等同于消化性溃疡出血。 在确诊为消化性溃疡的人中，质子泵抑制剂不会降低死亡率，和以后的出血事件，需要手术。 但是，它们可以减少内窥镜检查时的出血迹象。 在那些病情较轻且可以快速进行内窥镜检查的患者中，它们的临床重要性较差。 氨甲环酸可能有效降低死亡率，但证据不足，  但是有证据表明是有希望的。 虽然尚未发现生长抑素和奥曲肽推荐用于静脉曲张破裂出血，但尚未普遍用于非静脉曲张破裂出血。

### 静脉曲张出血
对于最初的补液，肝硬化患者首选胶体或白蛋白。 药物治疗通常包括奥曲肽或在未加压素和硝酸甘油，以降低门静脉压力。 这通常是对静脉曲张进行内镜绑扎或硬化治疗的补充。 如果足够，则可以使用β受体阻滞剂和硝酸盐来防止再次出血。 如果出血继续，则可以使用带有Sengstaken-Blakemore管或明尼苏达管的球囊进行填塞，以机械方式压缩静脉曲张。 然后可以进行经颈静脉肝内门体分流术。 

### 血液制品
如果使用大量的红细胞，则应补充血小板和新鲜的冷冻血浆以防止凝血病。 一些证据支持血红蛋白大于7至8 g / dL且仅中度出血的患者推迟输血。  如果使用新鲜的冷冻血浆校正的INR大于1.5至1.8，凝血酶原复合物可能会降低死亡率。 

### 程序
尚不确定在上消化道出血患者中放置鼻胃管的益处与风险。  24内镜 建议几个小时。 内窥镜检查前的促红剂等红霉素可以减少胃中的血液量，从而改善操作者的视野。 早期内窥镜检查可减少住院时间并减少所需的输血量。 如果发现质子泵抑制剂较早就开始使用，则建议将其用于出血的高风险迹象。 还建议将高风险迹象的人留在医院至少72 小时。 除非患者心血管不稳定，否则不建议使用血液来纠正贫血，因为这会使结果恶化。 可以使用口服铁剂，但这会导致顺应性，耐受性，大便变暗等问题，这可能掩盖了再出血的迹象，并且趋缓，特别是与质子泵抑制剂一起使用时。在这些情况下，越来越多地使用肠胃外铁剂以改善患者的预后并减少血液使用量。 

## 预后
根据其严重程度，上消化道出血的死亡风险估计为11％。 但是，由于药物治疗和内窥镜出血控制的改善，生存率提高了约2％。 

## 流行病学
向急诊科就诊胃肠道出血的人中约有75％的人是消化道的上部分出血。 当人们有呕血时，诊断会更容易。在没有呕血的情况下，急诊科有胃肠道出血的人中有40％至50％的人是上消化道出血。   